# Одунунский наслег
Одунунский наслег — с центром село Магарас, находится в 87 километрах к востоку от административного центра с. Бердигестях, центр Горного улуса и граничит на севере с Кобяйским улусом, на востоке — с Намским улусом, на юго-востоке — с землями г. Якутска, на юге — с Хангаласским улусом, на западе — с Бердигестяхским, Атамайским, Октябрьским наслегами Горного улуса. Расстояние от г. Якутска до села Магарас наземным путем — 97 км. От районного центра с. Бердигестях - 87 км.
Территория наслега 5368, 4 м²., в т. ч сенокосные угодья — 3632 м²., пастбища 1590 м²., пашня — 185 м². На территории наслега преобладает зона тайги, в основном с сосновыми и лиственными лесами, с многочисленными озёрами и речками.
В состав Одунунского наслега входит 3 населенных пункта:
- с. Магарас — центр наслега
- с. Улу-Сысы
- с. Харыялах

С наслегом участки связаны грунтовыми дорогами. Имеется круглогодичное автодорожное сообщение со столицей республики г. Якутском и центром улуса с. Бердигестях.
В наслеге имеется средняя школа, где учатся 174 детей, ясли — сад на 80 мест, Магарасская врачебная амбулатория, сельский дом культуры на 176 мест, спортивный комплекс в каменном варианте, сельская библиотека филиал № 8, музей Славы, ветеринарная лечебница, отделение связи «Почта России», есть сотовая связь МТС, Мегафон и Билайн.
Основное производственное направление хозяйств, находящихся в наслеге — это мясо — молочное скотоводство и коневодство. Задачей наслега является удовлетворение потребности населения в мясомолочных продуктах.
Основным сельскохозяйственным предприятием наслега является ГКП «Якутский скот», которое работает в мясомолочном направлении. Дополнительной отраслью с/х является звероводство ООО «Одуну» и СХПК «Охотник». Кроме СХПК сельхозтоваропроизводством в наслеге занимаются 29 крестьянских фермерских хозяйств, 93 лично — подсобных хозяйств.
Переработкой молока занимается филиал СХППК «Горный Ас». Основным источником денежного дохода населения является заработная плата, пенсия, социальные выплаты и доход от выручки собственного производства.

## География
По физико-географическому районированию территория Одунинского наслега расположена в восточной части Лено-Вилюйского междуречья. В геоморфологическом отношении большая часть её находится в области древнеденудационной равнины, юго-восточная и северо-восточная часть примыкают непосредственно к аллювиальной равнине. В пределах землепользования наслега древняя денудационная равнина представляет приподнятую (абсолютные отметки 260—245 м) слегка наклоненную на северо-восток полого-волнистую равнину, слаборасчлененную гидрографической сетью. Полого-выпуклые и плоские увалы шириной 260—500 м чередуются здесь с плосковогнутыми аласообразными долинами бывших рек шириной 200—300 м. Разница между положительными и отрицательными формами рельефа в верхней водораздельной части обычно не превышает 10 — 30 м и постепенно нарастает к границе древней аллювиальной равнины. На территории наслега широко распространены аласообразные долины, представляющие собой сухие плосковогнутые, вытянутой формы понижения. Основные сенокосные угодья наслега размещены по аласообразным долинам и долинам таёжных речек, аласам. Эти земли имеют сильно закочкаренную поверхность и резко выраженный бугристо-западинный микрорельеф.
Материнскими породами являются древнеаллювиальные облессованные суглинки. Неоднородность материнских пород и сложность рельефа обуславливает неоднородность почвенного покрова и растительности.
Встречаются также аллювиально-озерные и озерно-болотные отложения. Они распространены в аласах и представлены слоистыми супесчаным, суглинистым материалом.

### Климат
Территория Одунунского наслега относится к холодной засушливой зоне агроклиматического районирования. Климат данного улуса характеризуется большими перепадами температур и незначительным количеством осадков. Самый теплый месяц июль, абсолютный максимум поднимается до + 38°С. Абсолютный минимум зимой — 61°С. Продолжительность безморозного периода средняя — 43 дня, наибольшая — 61день, наименьшая — 46 дней.
Сумма положительных температур выше 10˚С составляет 1200˚С. Период активной вегетации большей части сельскохозяйственных культур при температуре выше 10°С продолжается с 20 мая по 10 сентября. Количество годичных осадков составляет 263 мм, за теплый период (май — октябрь) — 197 мм, за холодный период (ноябрь — март) — 56 мм. Средняя высота снежного покрова 50 см, продолжительность периода со снежным покровом составляет 212 дней. Малое количество осадков и интенсивное испарение в летний период, приводит к дефициту влажности. Летом относительная влажность воздуха низкая — 30 — 40 %, что приводит к высушиванию почв и подтягиванию солей из нижних горизонтов в верхние.
Указанные неблагоприятные агроклиматические факторы создают значительные трудности возделывания сельскохозяйственных культур, но население в своих подворьях, прилагая большие усилия, выращивает овощи.

### Растительность
Вся территория Горного улуса лежит в пределах таёжной зоны, его растительность в геоботаническом отношении входит в Восточно-Сибирскую подобласть светлохвойных лесов. Здесь господствует таёжная растительность. Преобладают сухие лиственничные травяно-кустарниковые (брусничники), реже мохово-кустарниковые леса, иногда с участием заболоченных или сырых листвяков. Среди лесных массивов встречаются лесные луга, которые разбросаны небольшими разобщенными участками. Они имеют богатый видовой состав, высокие многоярусовые и густые травостои, с небольшой задернованностью почвы. Злаковую основу лугов составляют полевица Триниуса, ячмень короткоостистый, лисохвост тростниковидный, вейник Лангсдорфа. Из бобовых произрастают мышиный горошек, клевер люпиновидный, чина луговая. Из разнотравья растут герань луговая, вероника, длиннолистая, подмаренник северный, тысячелистник обыкновенный. Качество сена лесных лугов хорошее.
Наряду с лесными лугами на территории наслега широко распространены мелкодолинные и аласные луга. Мелкодолинные луга встречаются по долинам таёжных речек, они избыточного увлажнения, заболочены и закочкарены. Заболоченные луга формируются в условиях периодического или постоянно избыточного увлажнения и близкого залегания надмерзлотных вод. Кроме осок здесь растет вейник Лангсдорфа. На более дренированных незаливаемых речных долинах и по сухим лугам развиты суходольные луга с разнотравьем из кровохлебки, василистника, подмаренника. В аласных лугах растительность занимает определённый концентрический пояс, в зависимости от степени увлажнения. В прибрежной части развита водолюбивая растительность, состоящая из зарослей камыша, тростянки, крупных водных осок. На влажном поясе произрастают: бекмания восточная, лисохвост, и полевица. На среднеувлажненном поясе характерны лисохвостные луга с небольшой примесью ячменя короткоостистого, мятлика лугового. Из разнотравья встречается горец сибирский, лапчатка гусиная, кровохлебка лекарственная, одуванчик, осока твердоватая, полынь якутская.

### Гидрография
Гидрографическая сеть Одунунского наслега представлена травяными речками. По территории наслега протекают речки Чаакыйа, Хадыга, Ситтэ, Чиирийэ, Чукул. Эти речки заполняются водами лишь на короткое время, а в остальное время представляют собой с прерывающимися руслами речушек. Продолжительная устойчивая зима с ясной морозной малоснежной погодой способствует тому, что мелкие речки частично или полностью промерзают до дна. Озера на территории наслега разбросаны повсюду. Формы озёр округлые или овальные, берега их низкие, часто заболоченные, дно илистое. Основные источники питания озёр — подземные льды, талые и дождевые воды. В течение лета озера хорошо прогреваются, а зимой большей частью промерзают до дна.

### Особо охраняемые природные территории

#### Ресурсный резерват «Харыялахский»
Ресурсный резерват республиканского значения «Харыялахский» создан в целях охраны, воспроизводства и восстановления численности копытных животных (косуля, сохатый), боровой(глухарь, тетерев, куропатка, рябчик) и водоплавающей дичи, зайца-беляка, лисы красной, соболя. На территории зарегистрированы редкие виды животных, занесенные в Красные Книги — клоктун, кречет, сапсан, сибирская гага. РР расположен на правобережье реки Чакыя, севернее автодороги Якутск — Бердигестях, восточная граница проходит вдоль административной границы Горного и Якутского улусов. Общая площадь — 53000 га.. РР состоит из следующих зон:
а) зона традиционного природопользования, охватывающая южную, юго-восточную часть территории, площадью 26500 га;
б) зона сезонного запрета изъятия природных ресурсов на северо-западной части (бассейн р. Магарас) территории, площ. 11600 га;
и) зона абсолютного покоя в северо-восточной части (бассейн речки Олуктэнэ), площ. 14900 га.
Режим охраны ресурсного резервата прописан в Приказе Министерства охраны природы РС (Я)№ 01-05/1-450 от 01.12.2014 г

#### Озеро «Чабыда»
Уникальное озеро «Чабыда» относится к числу особо охраняемых природных территорий республиканского (регионального) значения.
Уникальное озеро «Чабыда» образовано Указом Президента Республики Саха (Якутия) от 16 августа 1994 г. № 836 «О введении особого режима пользования и охраны уникальных озёр Республики Саха (Якутия)»
Озеро «Чабыда» имеет особое природоохранное, научное, культурное, эстетическое, рекреационное и оздоровительное значение, представляющее особую экономическую, социальную и историческую ценность для нынешних и будущих поколений, включает в себя значительную естественную среду обитания для сохранения биологического разнообразия.
Особый режим пользования уникальным озером «Чабыда» прописан в Приказе Министерства охраны природы Республики Саха (Якутия) от 04 августа 2016 года № 01-05/1-417.

## История
Поговаривают, что наименование наслега происходит от имени сына Тыгына Дархана Одун, который поселился на данной территории.
Ранее был в составе Хангаласского улуса, потом в 1860 году в Западно-Хангаласском улусе, после в 1931 г. после объединения отдаленных наслегов Западно-Хангаласских и Намских улусов был включен в состав Горного улуса.
Статус и границы сельского поселения установлены Законом Республики Саха (Якутия) от 30 ноября 2004 года N 173-З N 353-III «Об установлении границ и о наделении статусом городского и сельского поселений муниципальных образований Республики Саха (Якутия)».

## Объекты социального назначения

### Учреждения образования
Среди социальных институтов современного общества образование играет одну из важнейших ролей. Образование является частью процесса социализации личности, а учреждения образования координируют деятельность множества людей, направленную на удовлетворение такой социально значимой потребности, как потребности в обучении подрастающих поколений, передачи им научных и практических знаний, ценностей, идеологии, социальных норм, аспектов воспитания, профессиональных умений и навыков. Для реализации этой деятельности в обществе сформирована система образовательных учреждений: детские сады, общеобразовательные школы (повседневный уровень), учреждения дополнительного образования и техникумы (периодический уровень).
В селе функционирует МБДОУ ЦРР д/с «Тулукчаана», реализует основную образовательную программу и охватывает детей с 2 до 8 лет, также в учреждении работает дополнительная группа кратковременного пребывания для детей с года. Данная программа реализуется для способствования успешной социальной адаптации ребёнка к дошкольному учреждению. Здание одноэтажное, каменное. Здание построено по типовому проекту в 2013 г., состояние удовлетворительное. Нормативная вместимость данного д/сада- 75 мест, фактически сад посещает 74 детей.
Для получения основного общего образования работает МБОУ «Магарасская СОШ им. Л. Н. Харитонова». Школа реализует три основные образовательные программы: начальное общее образование; основное общее образование; среднее общее образование. Здание общеобразовательной школы каменное, двухэтажное, построено в 2015 году, состояние хорошее. При нормативной вместимости 176 человек в смену, школу посещает 174 детей.

### Учреждения здравоохранения
Здравоохранение — одна из важнейших отраслей обслуживания населения, основная задача которой состоит в постоянном улучшении состояния здоровья населения и увеличении продолжительности его жизни.
Медицинское обеспечение населения проводится муниципальным учреждением «Горная Центральная районная больница» Магарасская врачебная амбулатория.
Здание больницы 1-этажное, из бруса, построено в 1996 году. В 2016 г. в рамках реализации программ в сфере здравоохранения в сельском поселении проведен капитальный ремонт здания больницы и проведено оснащение компьютерной техникой.

### Учреждения культуры
К нормируемым учреждениям культуры и искусства повседневного уровня обслуживания относятся учреждения клубного типа с киноустановками и филиалы библиотек. Дома культуры и библиотеки совмещают функции периодического и повседневного обслуживания.
Сфера культуры в Одунунском наслеге представлена МБУ «Магарасский центр досуга».
На территории МО «Одунунский наслег» организацию культурно-досуговой деятельности среди населения осуществляют Магарасский центр досуга, «Музей Славы», сельская модельная библиотека.
Мощность МБУ «Магарасский центр досуга» составляет 200 зрительских мест, здание специальной постройки 1990 года, брусовое. Требуется капитальный ремонт здания. Работают 5 человек: 4 специалиста и 1 техработник. Согласно муниципального задания на 2021 г., проведено 108 мероприятий, количество посетителей 6019 чел., из них на платной основе 20, количество посетителей — 14076 чел. По итогам 2021 года доход от деятельности, приносящей доход составил 156,900 тыс.рублей (в 2017 году 313,0 тыс.руб.) Причиной отрицательной динамики могут быть ограничения, введенные в связи с распространением новой коронавирусной инфекции. На базе центра функционируют 19 клубных формирований. Дополнительно Центр досуга оказывает населению полиграфические услуги.
В селе функционирует МБУ «Межпоселенческая централизованная библитечная система МР „Горный улус“ Филиал № 8».
В библиотеке работают 2 специалиста. Библиотека подключена к телефонной сети и ресурсам Интернет.
Книжный фонд Магарасской библиотеки составляет — 8237 экз.
Читателей — 755 чел. Посещение-6436. Книговыдача — 11751 Библиотека проводит литературные вечера, брейн-ринг, викторины, выставки книг, встречи с писателями, библиотечные уроки.
В селе также имеется «Музей Славы» в здании старого детского сада, в 2020 году в рамках Фонда президентских грантов проведены работы по укреплению МТБ. Музей имеет богатую коллекцию экспонатов, имеет большую роль в сохранении культурного наследия, но основной проблемой является отсутствие штатного работника.
В целом, в сфере культуры основной проблемой является недостаточное финансирование статей капитального ремонта, МТБ, кадровая проблема.

## Население
| 2002  | 2010  | 2011  | 2012  | 2013  | 2014  | 2015  |
| ----- | ----- | ----- | ----- | ----- | ----- | ----- |
| 939   | ↗1016 | ↗1018 | ↘1011 | ↘999  | ↗1012 | ↗1028 |
| 2016  | 2017  | 2018  | 2019  | 2020  | 2021  |       |
| ↘1026 | ↗1035 | ↘1015 | ↗1027 | ↗1044 | ↗1056 |       |

По состоянию на 1 января 2022 г. численность населения составляет 1072 человек, за последние пять лет наблюдается прирост населения за счет естественного прироста (рис. 1 и 2):

## Состав сельского поселения
| № | Населённый пункт | Тип населённого пункта       | Население |
| - | ---------------- | ---------------------------- | --------- |
| 1 | Магарас          | село, административный центр | ↗1006     |
| 2 | Улу-Сысы         | посёлок                      | ↘5        |
| 3 | Харыялах         | посёлок                      | ↗9        |